# Lista över olympiska medaljörer i baseboll
Det här är en komplett lista över alla medaljörer i baseboll vid olympiska spelen från och med 1992 till och med 2020.
| Spel           | Guld | Silver | Brons |
| Barcelona 1992 | Kuba · Omar Ajete · Rolando Arrojo · José Raúl Delgado · Giorge Díaz · José Estrada · Osvaldo Fernández · Lourdes Gourriel · Orlando Hernández · Alberto Hernández · Orestes Kindelán · Omar Linares · Germán Mesa · Victor Mesa · Antonio Pacheco · Juan Padilla · Luis Ulacia · Ermidelio Urrutia · Jorge Luis Valdés · Lázaro Vargas                                                                                              | Taiwan · Chang Cheng-Hsien · Chang Wen-Chung · Chang Yaw-Teing · Chen Chi-Hsin · Chen Wei-Chen · Chiang Tai-Chuan · Huang Chung-Yi · Huang Wen-Po · Jong Yeu-Jeng · Ku Kuo-Chian · Kuo Lee Chien-Fu · Liao Ming-Hsiung · Lin Chao-Huang · Lin Kun-Han · Lo Chen-Jung · Lo Kuo-Chong · Pai Kun-Hong · Tsai Ming-Hung · Wang Kuang-Shih · Wu Shih-Hsih                                                                                                 | Japan · Tomohito Ito · Shinichiro Kawabata · Masahito Kohiyama · Hirotami Kojima · Hiroki Kokubo · Takashi Miwa · Hiroshi Nakamoto · Masafumi Nishi · Kazutaka Nishiyama · Koichi Oshima · Hiroyuki Sakaguchi · Shinichi Sato · Yasuhiro Sato · Masanori Sugiura · Kento Sugiyama · Yasunori Takami · Akihiro Togo · Koji Tokunaga · Shigeki Wakabayashi · Katsumi Watanabe                                                              |
| Atlanta 1996   | Kuba · Juan Manrique · Orestes Kindelan · Antonio Scull · Alberto Hernández · Antonio Pacheco · Juan Padilla · Omar Linares · Lázaro Vargas · Miguel Caldés · Eduardo Paret · José Estrada · Rey Isaac · Luis Ulacia · Pedro Luis Lazo · Eliecer Montes de Oca · José Contreras · Omar Luis · Omar Ajete · Ormari Romero · Jorge Fumero                                                                                              | Japan · Masahiko Mori · Jutaro Kimura · Masao Morinaka · Hitoshi Ono · Takashi Kurosu · Masahiro Nojima · Makoto Imaoka · Kosuke Fukudome · Takayuki Takabayashi · Yasuyuki Saigo · Masanori Sugiura · Takeo Kawamura · Koichi Misawa · Hideaki Okubo · Nobuhiko Matsunaka · Tadahito Iguchi · Takao Kuwamoto · Daishin Nakamura · Tomoaki Sato · Yoshitomo Tani                                                                                     | USA · Kris Benson · R.A. Dickey · Troy Glaus · Chad Green · Seth Greisinger · Travis Lee · Augie Ojeda · Jason Williams · Chad Allen · Kip Harkrider · A.J. Hinch · Jacque Jones · Mark Kotsay · Matthew LeCroy · Braden Looper · Brian Loyd · Warren Morris · Jeff Weaver · Jim Parque · Billy Koch |
| Sydney 2000    | USA · Brent Abernathy · Kurt Ainsworth · Pat Borders · Sean Burroughs · John Cotton · Travis Dawkins · Adam Everett · Ryan Franklin · Chris George · Shane Heams · Marcus Jensen · Mike Kinkade · Rick Krivda · Doug Mientkiewicz · Mike Neill · Roy Oswalt · Jon Rauch · Anthony Sanders · Bobby Seay · Ben Sheets · Brad Wilkerson · Todd Williams · Ernie Young · Tim Young                                                       | Kuba · Omar Ajete · Yovany Aragón · Miguel Caldés · Danel Castro · José Contreras · Yobal Dueñas · Yasser Gómez · José Ibar · Orestes Kindelán · Pedro Luis Lazo · Omar Linares · Oscar Macías · Juan Manrique · Javier Méndez · Rolando Meriño · Germán Mesa · Antonio Pacheco · Ariel Pestano · Gabriel Pierre · Maels Rodríguez · Antonio Scull · Luis Ulacia · Lázaro Valle · Norge Luis Vera                                                    | Sydkorea · Chong Tae-Hyon · Hong Seong-Heun · Jang Seong-Ho · Jeong Min-Tae · Jin Pil-Jung · Jung Soo-Keun · Kim Dong-Joo · Kim Han-Soo · Kim Ki-Tae · Kim Soo-Kyung · Kim Tae-Gyun · Koo Dae-Sung · Lee Byung-Kyu · Lee Seung-Ho · Lee Seung-Yeop · Lim Chang-yong · Lim Sun-Dong · Park Jae-Hong · Park Jin-Man · Park Jong-Ho · Park Kyung-Oan · Park Seok-Jin · Son Min-Han · Song Jin-Woo                                           |
| Aten 2004      | Kuba · Danny Betancourt · Luis Borroto · Frederich Cepeda · Yorelvis Charles · Michel Enríquez · Norberto González · Yulieski Gourriel · Pedro Luis Lazo · Roger Machado · Jonder Martínez · Danny Miranda · Frank Montieth · Vicyohandri Odelín · Adiel Palma · Eduardo Paret · Ariel Pestano · Alexei Ramírez · Eriel Sánchez · Antonio Scull · Carlos Tabares · Yoandri Urgellés · Osmani Urrutia · Manuel Vega · Norge Luis Vera | Australien · Craig Anderson · Tom Brice · Adrian Burnside · Gavin Fingleson · Paul Gonzalez · Nick Kimpton · Brendan Kingman · Craig Lewis · Graeme Lloyd · Dave Nilsson · Trent Oeltjen · Wayne Ough · Chris Oxspring · Brett Roneberg · Ryan Rowland-Smith · John Stephens · Phil Stockman · Brett Tamburrino · Rich Thompson · Andrew Utting · Ben Wigmore · Glenn Williams · Jeff Williams · Rodney van Buizen                                   | Japan · Ryoji Aikawa · Yuya Ando · Atsushi Fujimoto · Kosuke Fukudome · Hirotoshi Ishii · Hisashi Iwakuma · Hitoki Iwase · Kenji Johjima · Makoto Kaneko · Takuya Kimura · Masahide Kobayashi · Hiroki Kuroda · Daisuke Matsuzaka · Daisuke Miura · Shinya Miyamoto · Arihito Muramatsu · Norihiro Nakamura · Michihiro Ogasawara · Naoyuki Shimizu · Yoshinobu Takahashi · Yoshitomo Tani · Koji Uehara · Kazuhiro Wada · Tsuyoshi Wada |
| Peking 2008    | Sydkorea · Ryu Hyun-jin · Han Ki-Joo · Park Jin-Man · Kwon Hyuk · Lee Taek-Keun · Lee Dae-Ho · Oh Seung-Hwan · Bong Jung-keun · Ko Young-Min · Lee Jong-Wook · Jeong Keun-Woo · Kim Min-Jae · Jin Kab-Yong · Lee Jin-Young · Jang Won-Sam · Song Seung-Jun · Kim Kwang-Hyun · Lee Yong-Kyu · Kim Dong-Joo · Kang Min-Ho · Kim Hyung-Soo · Lee Seung-Yeop · Chong Tae-Hyon · Yoon Suk-min                                             | Kuba · Ariel Pestano · Yoandri Urgellés · Alfredo Despaigne · Luis Miguel Rodríguez · Alexei Bell · Yadier Pedroso · Jonder Martínez · Adiel Palma · Luis Miguel Navas · Giorvis Duvergel · Alexander Mayeta · Eriel Sánchez · Rolando Meriño · Héctor Olivera · Michel Enríquez · Yuliesky Gourriel · Vicyohandri Odelín · Pedro Luis Lazo · Eduardo Paret · Norberto González · Norge Luis Vera · Frederich Cepeda · Elier Sánchez · Miguel Lahera | USA · Brett Anderson · Blaine Neal · Matthew Brown · Nate Schierholtz · Jeremy Cummings · Mike Koplove · Terry Tiffee · Kevin Jepsen · Brian Duensing · Dexter Fowler · Brandon Knight · Mike Hessman · Casey Weathers · Jason Donald · Jayson Nix · Taylor Teagarden · Stephen Strasburg · Jake Arrieta · Lou Marson · Matt LaPorta · Trevor Cahill · Brian Barden · John Gall · Jeff Stevens                                           |
| Tokyo 2020     | Japan · Kōyō Aoyagi · Suguru Iwazaki · Masato Morishita · Hiromi Itoh · Yoshinobu Yamamoto · Masahiro Tanaka · Yasuaki Yamasaki · Ryoji Kuribayashi · Yūdai Ōno · Kodai Senga · Kaima Taira · Ryutaro Umeno · Takuya Kai · Tetsuto Yamada · Sōsuke Genda · Hideto Asamura · Ryosuke Kikuchi · Hayato Sakamoto · Munetaka Murakami · Kensuke Kondo · Yuki Yanagita · Ryoya Kurihara · Masataka Yoshida · Seiya Suzuki                 | USA · Shane Baz · Anthony Carter · Brandon Dickson · Anthony Gose · Edwin Jackson · Scott Kazmir · Nick Martinez · Scott McGough · David Robertson · Joe Ryan · Ryder Ryan · Simeon Woods Richardson · Tim Federowicz · Mark Kolozsvary · Nick Allen · Eddy Alvarez · Triston Casas · Todd Frazier · Jamie Westbrook · Tyler Austin · Eric Filia · Patrick Kivlehan · Jack López · Bubba Starling                                                    | Dominikanska republiken · Darío Álvarez · Gabriel Arias · Jairo Asencio · Luis Felipe Castillo · Jumbo Díaz · Junior García · Jhan Mariñez · Cristopher Mercedes · Denyi Reyes · Ramón Rosso · Ángel Sánchez · Roldani Baldwin · Charlie Valerio · José Bautista · Juan Francisco · Jeison Guzmán · Erick Mejia · Gustavo Núñez · Emilio Bonifácio · Melky Cabrera · Johan Mieses · Yefri Pérez · Julio Rodríguez                        |